# Дружне (Горлівський район)
Дру́жне — селище Єнакієвської міської громади Горлівського району Донецької області, Україна. Розташоване за 55 км від Донецька. Відстань до Єнакієвого становить близько 10 км і проходить автошляхом місцевого значення.

## Географія
Селищем тече Балка П'яна.

## Населення

### Мова
Розподіл населення за рідною мовою за даними перепису 2001 року:
| Мова       | Кількість | Відсоток |
| ---------- | --------- | -------- |
| російська  | 672       | 96.41%   |
| українська | 25        | 3.59%    |
| Усього     | 697       | 100%     |

За даними перепису 2001 року населення селища становило 697 осіб, із них 3,59 % зазначили рідною мову українську, 96,41 % — російську